# Бил Нелсън
Кларънс Уилям „Бил“ Нелсън (на английски: Clarence William "Bill" Nelson) е американски сенатор и астронавт на НАСА, участник в космически полет по програмата „Сенатор в космоса“.

## Биография
Бил Нелсън завършва университета Йейл с бакалавърска степен по право. Получава магистърска степен по същата специалност от университета на Вирджиния. Служи в USArmy от 1968 до 1971 г. и достига чин капитан. През 1972 г. печели място в Сената на САЩ. На последните проведени избори през 2012 г. Бил Нелсън спечели отново убедително (с 60 %) в своя избирателен район, така че в края на последния си мандат ще има 44 години стаж като сенатор.

## Служба в НАСА
Бил Нелсън е избран за астронавт от НАСА на 9 ноември 1984 г. като специалист по полезния товар в програмата „Сенатор в космоса“. Той взима участие в един космически полет.

### Полет
| Космически полет на Кларънс Уилям „Бил“ Нелсън                | Космически полет на Кларънс Уилям „Бил“ Нелсън | Космически полет на Кларънс Уилям „Бил“ Нелсън | Космически полет на Кларънс Уилям „Бил“ Нелсън | Космически полет на Кларънс Уилям „Бил“ Нелсън | Космически полет на Кларънс Уилям „Бил“ Нелсън | Космически полет на Кларънс Уилям „Бил“ Нелсън |
| №                                                             | Дата                                           | КК                                             | Емблема на мисията                             | Функции                                        | Продължителност                                |                                                |
| ------------------------------------------------------------- | ---------------------------------------------- | ---------------------------------------------- | ---------------------------------------------- | ---------------------------------------------- | ---------------------------------------------- | ---------------------------------------------- |
| 1                                                             | 12 януари 1986                                 | „Колумбия“, мисия STS-61C                      |                                                | Специалист по полезния товар                   | 6 денонощия 02 часа 03 мин. 51 сек.            |                                                |
| Сумарно време в космоса – 6 денонощия 02 часа 03 мин. 51 сек. |                                                |                                                |                                                |                                                |                                                |                                                |